# L’Albi
L’Albi település Spanyolországban, Lleida tartományban. L’Albi Les Borges Blanques, Vinaixa, El Vilosell, La Pobla de Cérvoles és Cervià de les Garrigues községekkel határos. Lakosainak száma 766 fő (2024).

## Népesség
A település népessége az utóbbi években az alábbiak szerint változott:
| Lakosok száma | 227  | 1387 | 1204 | 927  | 847  | 836  | 836  | 834  | 764  | 766  |
|               | 1717 | 1887 | 1936 | 1960 | 1986 | 2004 | 2009 | 2014 | 2019 | 2024 |